# Residualrecht
Residualrecht (lat. residuus ‚zurückbleibend‘) ist ein Begriff aus dem Bereich Ökonomie und Rechtswissenschaft.
Ein Residualrecht kann zwischen zwei Vertragsparteien entstehen, wenn es sich um einen unvollständigen Vertrag handelt, also nicht alle zukünftigen Eventualitäten geregelt sind. Tritt eine Situation auf, die im Vertrag nicht vorgesehen ist, so ist der Inhaber einer Sache nicht vertraglich verpflichtet und kann seinen Beitrag sowohl zu seinem eigenen Nutzen, als auch für die gemeinsame Sache der Vertragsparteien einbringen. Er besitzt die Residualrechte an seinem Beitrag zu dem Vertrag. Die Residualrechte liegen gewöhnlich beim Eigentümer einer Sache.
In einem Unternehmen mit mehreren Beteiligten muss der Arbeitseinsatz koordiniert und kontrolliert werden, um den Nutzen der geleisteten Arbeit zu maximieren. Diese Koordination und Kontrolle zu leisten, ist ein Aufwand. Man kann einem Koordinator und Kontrolleur dadurch einen Anreiz geben, die Kontrolle gut durchzuführen, indem man ihm das Residualrecht am Gesamtertrag zubilligt. Das bedeutet, dass das, was vom Gesamtertrag übrig bleibt, wenn man alle vertraglich festgelegten Aufwendungen abzieht, dem Kontrolleur zusteht. Die übrigen Beteiligten erhalten vertraglich festgelegte Vergütungen. Diese Überlegung spielt in der Ökonomie eine Rolle, weil sie die Entstehung von Unternehmen erklärt.
Das Residualrecht spielt auch bei der Klassifikation von Wertpapieren eine Rolle. Während festverzinsliche Wertpapiere das Recht auf vertraglich festgelegte Zahlungen garantieren, verbriefen Aktien das Residualrecht an den Unternehmenserträgen.
Im Staatsrecht spricht man etwa von Residualrechten, wenn ein Rechtsgebiet zwar weitgehend durch Bundesgesetze geordnet wird, gewisse Angelegenheiten aber den Gliedstaaten zur Regelung überlassen bleiben. Solche Residualrechte werden beispielsweise im Einführungsgesetz zum Bürgerlichen Gesetzbuche genannt, wo diejenigen Rechtsgebiete aufgezählt werden, in denen die Länder vom BGB abweichende oder das BGB ergänzende Vorschriften erlassen können. In der Schweiz werden die Residualrechte im Bereich des bürgerlichen Rechts insbesondere in den kantonalen Einführungsgesetzen zum Zivilgesetzbuch kodifiziert.